# 羽林軍三
羽林軍三（寶瓶座41，41 Aquarii，縮寫為41 Aqr）是在天球赤道上的星座，寶瓶座內的雙星，英譯名稱寶瓶座41是依據佛氏命名法而來的。它的視星等為5.354等，與地球的距離大約是230光年（71秒差距）。 較亮的一顆是紅群聚的巨星，光譜類型為K0III，星等為5.73。在角距離5.148角秒處，較暗的一顆是F型主序星，星等為7.16等，光譜類型為F8V。 